# نيكولاس جرونتسكي
نيكولاس جرونتسكي (5 أبريل 1913–27 سبتمبر 1969) هو سياسي توغولي،شغل منصب رئيس وزراء توغو أثناء فترة الانتداب الفرنسي من 12 سبتمبر 1956 حتى 16 ماي 1958،وخدم بعدها رئيسًا لتوغو من 15 يناير 1963 حتى أطاح به الرئيس غناسينغبي إياديما في 13 يناير 1967.

## السيرة
وُلِدَ في اتكابامي في 5 أبريل 1913،من أب ألماني وأم توغولية،درس في العاصمة الفرنسية باريس،وكان أمينًا عامًا لحزب التقدم التوغولي وانتُخب في الجمعية التمثيلية التوغولية عام 1951،وخدم في الجمعية الوطنية الفرنسية بين عامي 1951 و1958،وفاز في انتخابات 1951 و1956،لكنه هزم في 1958 أمام حزب الوحدة التوغولية بقيادة سيلفانوس أوليمبيو،وبعد استقلال توغو عن فرنسا يوم 27 أبريل 1960،انتخب سيلفانوس أوليمبيو رئيسًا للبلاد وفي انقلاب 1963،اغتيل الرئيس سيلفانوس أوليمبيو،من قبل لجنة التمرد بقيادة إيمانويل بودجولي،وبعد الانقلاب عينه إيمانويل بودجولي رئيسًا للدولة،وفي 13 يناير 1967،أطيح به الرقيب غناسينغبي إياديما،وبعد ذلك هرب إلى باريس.

## وفاته
أصيب في حادث مرور في ساحل العاج،وتوفي بسبب مضاعفات في أحد مستشفيات باريس في 1969.